# Manzano Springs
Manzano Springs è un census-designated place (CDP) degli Stati Uniti d'America situato tra le contee di Bernalillo e Torrance nello Stato del Nuovo Messico. La popolazione era di 137 abitanti al censimento del 2010. Fa parte dell'area metropolitana di Albuquerque. La strada principale che attraversa il CDP è la New Mexico State Road 222.

## Geografia fisica
Secondo lo United States Census Bureau, il CDP ha una superficie totale di 5,9 km², dei quali 5,9 km² di territorio e 0 km² di acque interne (0% del totale).

## Società

### Evoluzione demografica
Secondo il censimento del 2010, la popolazione era di 137 abitanti.

### Etnie e minoranze straniere
Secondo il censimento del 2010, la composizione etnica del CDP era formata dall'81,02% di bianchi, lo 0% di afroamericani, l'1,46% di nativi americani, l'1,46% di asiatici, lo 0% di oceanici, il 10,22% di altre razze, e il 5,84% di due o più etnie. Ispanici o latinos di qualunque razza erano il 20,44% della popolazione.